# Ртищево (Новодеревеньковский район)
Ртищево — деревня в Новодеревеньковском районе Орловской области России.
Входит в состав Старогольского сельского поселения.

## География
Расположена на левом берегу реки Гоголь, на противоположном берегу находится деревня Евлань.
Западнее Ртищево проходит просёлочная дорога, выходящая в Евлань.

## Население
| 2010 |
| ---- |
| 8    |